# Pseudocillimops rufoniger
Pseudocillimops rufoniger är en stekelart som beskrevs av Heinrich 1969. Pseudocillimops rufoniger ingår i släktet Pseudocillimops, och familjen brokparasitsteklar. Inga underarter finns listade.